# اگوستین ابادیا
اگوستین ابادیا (انگلیسی: Agustín Abadía؛ زادهٔ ۱۵ آوریل ۱۹۶۲) بازیکن فوتبال اهل اسپانیا است.
از باشگاه‌هایی که در آن بازی کرده‌است می‌توان به باشگاه فوتبال کامپوستلا و باشگاه فوتبال اتلتیکو مادرید اشاره کرد.